# 7489 Oribe
7489 Oribe (1995 MX) là một tiểu hành tinh vành đai chính được phát hiện ngày 26 tháng 6 năm 1995 bởi C. W. Hergenrother ở Catalina Station.